# Groene spitsneusslang
De groene spitsneusslang of groene spitskopslang (Oxybelis fulgidus) is een slang die behoort tot de familie der toornslangachtigen en de onderfamilie Colubrinae.

## Naam en indeling
De wetenschappelijke naam van de soort werd voor het eerst voorgesteld door François Marie Daudin in 1803. Oorspronkelijk werd de wetenschappelijke naam Coluber fulgidus gebruikt.

## Levenswijze
De groene spitsneusslang jaagt op kleine gewervelde dieren zoals kikkers, hagedissen, kleine vogels en kleine zoogdieren. Op welk dier het meest jaagt is afhankelijk van de beschikbaarheid van de prooi in het leefgebied. Een belangrijke vijand is de zwarte arendbuizerd (Buteogallus urubitinga).
De slang jaagt meestal niet op zijn prooi maar gaat in een hinderlaag liggen. Hij kan uren tot zelfs dagen bijna bewegingloos zich verborgen houden in een struik wachtend tot zijn prooi aan hem voorbij komt lopen. Soms houdt de slang zich op al hangend langs een bloem waarbij hij op kolibries wacht die de nectar komen drinken. Op het moment dat de kolibrie drinkt bijt de slang toe. Slechts in sommige gevallen gaat de slang achter de prooi aan. Zo worden jonge vogels uit het nest gehaald. Nadat het prooidier in zijn geheel is ingeslikt zoekt de slang een hoog en veilig plekje in een boom om hier de komende dagen te blijven om het eten te verteren.
Als de slang zich bedreigd voelt zal hij vluchten. De slang kan zich op hoge snelheid zowel op de grond als door bomen en struiken voortbewegen. De slang is tevens een uitstekende zwemmer en steekt soms brede rivieren over.
Achter in de bek zijn twee giftanden aanwezig waarmee het dier zijn prooi bijt. Voor mensen is het gif meestal onschadelijk en is de beet vooral pijnlijk en zwelt de plek rondom de beet op. In slechts enkele gevallen levert een beet in de hand een langdurige beschadiging aan het weefsel op waardoor de hand of vingers langere tijd slecht functioneren. De slang is niet agressief van aard en zal in geval van gevaar vluchten. De slang wordt niet gecategoriseerd als een gevaarlijke slang.
De is eierleggend en zet per legsel tot tien eieren af. Zodra de jonge slangen uit het ei komen hebben ze een lichaamslengte van ongeveer 33 tot 36 centimeter. De incubatietijd van de eieren bedraagt ongeveer veertien weken.

## Uiterlijke kenmerken

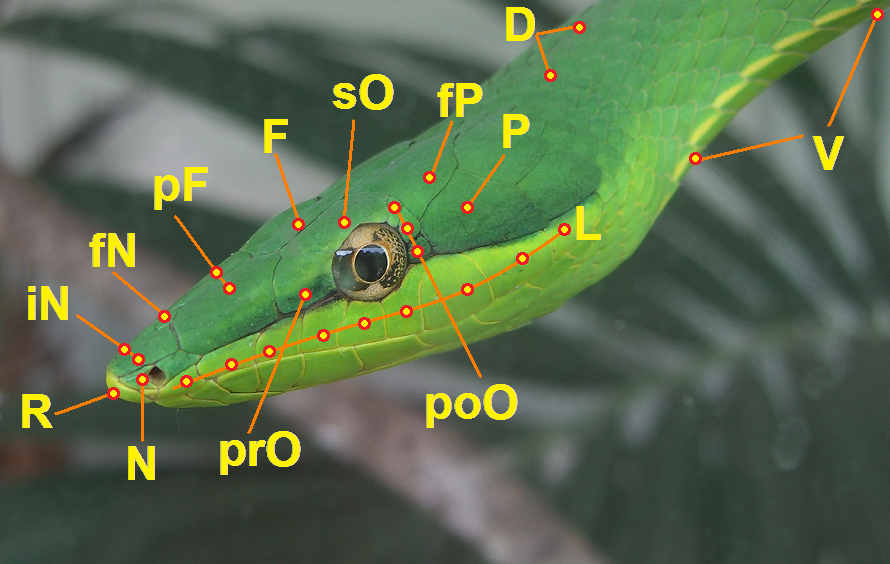
Schubben van de kop van een groene spitsneusslang.

Over zijn gehele lichaam heeft de slang een heldere groene kleur en over de zijkant loopt over zijn lichaam een dunne witte tot gele streep. De kop van de slang is spits toelopend en heeft een 'wipneus' die ver uitsteekt voorbij de mondopening. De bovenkant van de kop is veelal donkerder gekleurd dan de onderzijden. De scheidingslijn wordt door een donkere streep ter hoogte van het oog gemarkeerd. Het lichaam van de slang is met een doorsnee van twee centimeter relatief dun in vergelijking met zijn lengte. De slang kan een lichaamslengte bereiken van 150 centimeter tot twee meter. De staart beslaat een derde tot 42% van de totale lichaamslengte. De iris van het oog is goud-geel gekleurd en de pupil van de slang heeft een ronde vorm.

## In gevangenschap
De groene spitsneusslang wordt soms in gevangenschap gehouden. Het terrarium voor deze grote slang moet ook behoorlijke afmetingen hebben van minimaal twee meter hoog en een oppervlakte van zes tot zestien vierkante meter. Omdat de slang niet agressief is, is hij relatief eenvoudig te houden. De slang kan het beste gevoerd worden met jonge, kleine muizen.

## Verspreiding en habitat

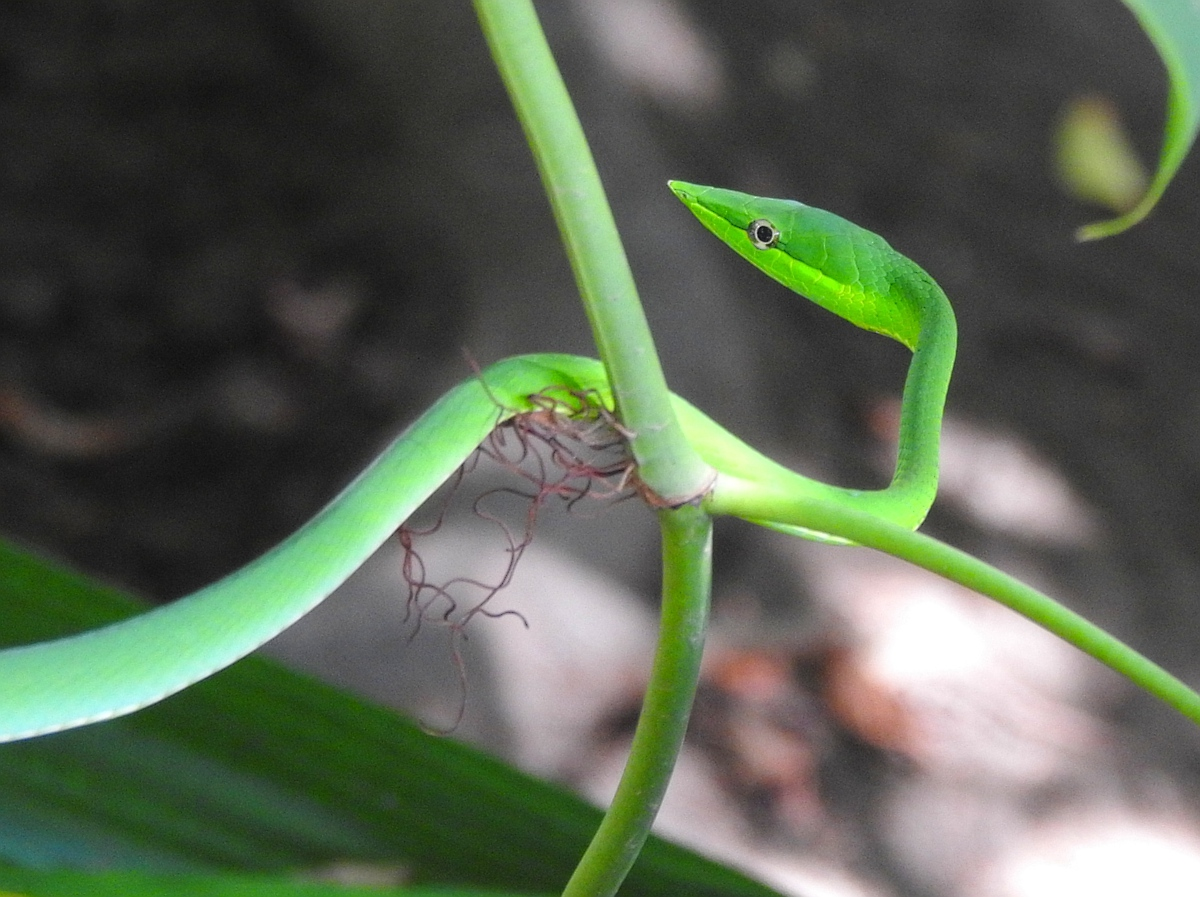
De groene spitsneusslang is een boombewoner die tussen de takken leeft.

De groene spitsneusslang komt voor in delen van Midden- en Zuid-Amerika en leeft in de landen Mexico, Guatemala, El Salvador, Honduras, Belize, Nicaragua, Costa Rica, Panama, Colombia, Venezuela, Tobago, Ecuador, Brazilië, Peru, Bolivia, Guyana, Suriname en Frans-Guyana.
De habitat bestaat uit droge en vochtige tropische en subtropische bossen, zowel in laaglanden als in bergstreken. Daarnaast komt de soort voor langs stranden. Ook in door de mens aangepaste streken zoals aangetaste bossen kan de slang worden aangetroffen. Hij voelt zich het beste thuis in kleine bomen en lage struiken waar hij vanwege zijn uitstekende schutkleuren erg moeilijk te vinden is. Om nog minder op te vallen beweegt de slang zich alsof hij een tak is welke op de wind op en neer beweegt.
De soort is aangetroffen van zeeniveau tot op een hoogte van ongeveer 1600 meter boven zeeniveau.

## Beschermingsstatus
Door de internationale natuurbeschermingsorganisatie IUCN is de beschermingsstatus 'veilig' toegewezen (Least Concern of LC).